# Ariete (torpedero)
El Ariete fue un torpedero, cabeza de la clase Ariete, perteneciente a de la Armada Española.

## Diseño
Su gobierno corría a cargo de dos timones que maniobraban simultáneamente accionados por un servomotor. Su casco estaba formado por planchas de acero Martín-Siemens y contaba con 12 compartimentos estancos.
Disponía de 15 eyectores para achicar agua, con capacidad cada uno de ellos para desalojar 35 toneladas de agua por hora. Montaba tres mástiles abatibles para un aparejo auxiliar, con una superficie de velamen de 156,36 m².
Junto con su gemelo el Rayo formó la segunda pareja de torpederos autorizada en 1886. Se firmó el contrato para su construcción con la empresa británica Thornycroft el 18 de mayo de 1886. 
La quilla del Ariete se puso en grada el 1 de junio de 1886, botándose el 28 de septiembre y quedó listo para prestar servicio el 21 de mayo de 1887.  Realizó previamente unas pruebas de velocidad el 11 de mayo de ese año, arrojando el impresionante resultado de 27,376 nudos, acontecimiento que causó un cierto revuelo internacional, comentando la prensa francesa, que la cifra era exagerada, y la británica que los mejores productos de su industria deberían quedarse en el país.
Realizó sus pruebas de mar en el río Támesis el 8 de julio de 1887. Junto con su gemelo el Rayo, fueron los últimos torpederos de la Armada Española encargados durante el siglo XIX, orientándose a partir de ese momento la Armada hacia los Cañoneros-Torpederos y los Destructores. 

## Historial
Participó en las maniobras de todos los torpederos en servicio en 1888, y en las organizadas por Joaquín Bustamante y Quevedo en la Escuela de Torpedos de Cartagena entre el 20 de octubre y el 21 de noviembre de 1891, junto con los torpederos Rayo, Halcón, Retamosa y Barceló. 
Durante la Guerra Hispano-Estadounidense, el Ariete fue incorporado a la División del Capitán de Navío Fernando Villaamil, aunque fue descartada su participación en la posterior campaña durante la travesía del Atlántico. 

### Pérdida
El 26 de septiembre de 1905 recibió un nuevo nombre al decidirse nombrar por números a todos los torpederos, por lo que fue designado como torpedero N.º 3. Quedó destruido por un incendio el 10 de diciembre de 1905 junto con su gemelo el Rayo, cuando se encontraban en el dique seco en el Arsenal de la Carraca.